# Heteropoma glabratum
Heteropoma glabratum é uma espécie de gastrópode  da família Assimineidae.
É endémica de Guam.